# آدیپوماستی
آدیپوماستی (انگلیسی: Adipomastia) یا به‌طور عامیانه پستان‌های فربه (انگلیسی: fatty breasts) نوعی بیماری است که در آن پستان‌های دارای پوست و بافت چربی اضافی هستند و مانند پستان‌های یک زن طبیعی برجسته نمی‌شوند و همچنین بزرگ‌شدن پستان مردانه هم دیده نمی‌شود. آدیپوماستی بیشتر در مردان چاق به ویژه آنهایی که به‌شدت وزن کم کرده‌اند، دیده می‌شود. یک اصطلاح مرتبط/مترادفِ آدیپوماستی، «ژنیکوماستی کاذب» است. آدیپوماستی را نباید با ژنیکوماستی («پستان‌های زنانه») اشتباه گرفت که شامل بافت چربی بیرون‌زده و/یا بافت غده‌ای مونث‌مانند پستان در یک مرد است. معمولاً پزشک می‌تواند این دو حالت را به‌راحتی با معاینه کردن پستان جهت بررسیِ حضورِ بافت غده‌ای تشخیص دهد. تفاوت دیگر بین این دو، آن است که درد/حساسیت پستان در «ژنیکوماستی کاذب» رخ نمی‌دهد. گاهی ژنیکوماستی و ژنیکوماستی کاذب همزمان با هم وجود دارند. دلیل این موضوع آن است که گاهی بافت چربی سبب افزایش ساخت آنزیم آروماتاز می‌شود، آنزیمی که مسئول ساخت هورمون استروژن است، و استروژن به میزان نامتناسبی در مردان با مقادیر بیش از حدِ چربی تولید می‌شود که منجر به بزرگ شدن همزمان غدد پستانی می‌گردد.
ژنیکوماستی و آدیپوماستیا هیپرپلازی خوش‌خیم پستان در مردان هستند. این تکامل اغلب با ناراحتی زیبایی شناختی، روانی یا حتی جنسی و به ندرت درد سینه مشخص می‌شود. مشاهدات مقطعی بیماران ما را به تجزیه و تحلیل مدیریت ژنیکوماستی و آدیپوماستی و شناسایی ویژگی‌های سیاه پوستان در بخش جراحی عمومی CHU Sylvanus Olympio در لومه (توگو) سوق داد.
مطالعه توصیفی گذشته نگر شامل ۴۸ بیمار شامل ۴۳ مورد ژنیکوماستی و ۵ مورد آدیپوماستی (ژانویه ۲۰۱۴ تا دسامبر ۲۰۲۰) بود. تجزیه و تحلیل داده‌ها در نظر گرفته شده بود. معاینه کیف و بیضه‌ها، جستجوی توده شکمی، بررسی تیروئید و علائم پوستی (جستجوی علائم کشش). معاینه پستان، پوست، غده زیرین را ارزیابی کرد و این امکان را فراهم کرد که بیماران را به ۴ نوع مورفولوژی طبقه‌بندی کرد:
- نوع ۱: پوست معمولی بافت غده نرم اطراف آرئول است.
- نوع ۲: پوست معمولی بافت غده ای سفت و متراکم کمی فراتر از آرئول است.
- نوع ۳: پوست کمی اضافی. بافت غده در پوشیدن عادت گسترده‌تر و قابل مشاهده است.
- نوع ۴: اضافه پوست قابل توجه است. بافت غده بسیار مهم است و ظاهر یک سینه زنانه را می‌دهد.

## نتایج یک تحقیق
دلیل پذیرش افزایش حجم سینه بود. ناراحتی زیبایی در ۴۳ مورد، درد پستان در ۵ مورد، ترس از سرطان سینه در ۳۰ مورد مشاهده شد. میانگین سنی ۴۵٫۰۵ سال با افراطی ۱۵ سال و ۷۱ سال بود. ۶ بیمار زیر ۳۰ سال، ۳۵ بیمار بین ۳۰ تا ۵۰ سال و ۷ بیمار ۵۰ سال به بالا بودند. بزرگ کردن سینه در ۱۵ مورد دوطرفه، ۲۱ مورد یک طرفه چپ و ۱۴ مورد یک طرفه راست بود. در معاینه بالینی سفتی یا پلاک فیبری رترو آرئولار در ۳۱ مورد مشخص شد. مورفوتایپ‌ها ۳ مورد نوع ۱ بودند. ۹ مورد نوع ۲; ۲۲ مورد نوع ۳ و ۱۴ مورد نوع ۴. ۸ بیمار تلاش برای ماساژ خارجی بدون موفقیت گزارش کرده بودند. ما ۵ مورد آدیپوماستی و ۴۳ مورد ژنیکوماستی را ذکر کردیم. شاخص توده بدنی در ۵ بیمار شامل ۲ مورد اضافه وزن از ۵ مورد آدیپوماستی مشاهده شد.
برای ژنیکوماستی ۲۶ مورد علت ایدیوپاتیک، ۶ مورد ژنیکوماستی بلوغ، ۵ مورد ژنیکوماستی در افراد مسن، ۲ مورد نارسایی مزمن کلیه، ۱ مورد تحت درمان ضد سل، یک (۱) افزایش جزئی پرولاکتین در یک بیمار ۶۷ ساله ام آر آی مهر ترکیش طبیعی بود. تست‌های آزمایشگاهی و معاینات تصویربرداری طبیعی بود.
بیماران در ۴۱ مورد تحت عمل جراحی، در ۱ مورد سرکوب با بروموکریپتین و در ۷ مورد تحت نظارت ساده قرار گرفتند. پلاستی جراحی مربوط به مورفوتیپ‌های ۴، ۳ و ۲ بود. انواع ۴ و ۳ باید از برداشتن پوست که دارای فلپ پوستی نوع امگا در بخش‌های بالایی بود، بهره می‌بردند. ما اپیدرم زدایی پری آرئولار تحتانی را برای اصلاح پتوز پستان ترکیب کردیم. ما یک زهکش مکش راه اندازی کردیم. پانسمان خشک بود. دوره بلافاصله پس از عمل ساده بود. ما به ۴ مورد هماتوم احتمالی اشاره کردیم که چرکی جداری وجود نداشت. بیست و یک (۲۱) بیمار خارش را در اسکار جراحی گزارش کردند. ما توصیه می‌کنیم به خصوص خراش نکنید. آنها از کاربرد موضعی کورتیکواستروئید موضعی (کرم دیپروزون ۰٫۰۵٪) بهره بردند. بیماران با فرآورده‌های مختلف با ماهیت دشوار خود درمانی می‌کنند. از راه دور ۵ مورد اسکار هیپرتروفیک داشتیم. بزرگ شدن اسکار بعد از عمل نیز در ۱۰ مورد مشاهده شد. هیچ موردی از کلوئید مشاهده نشد. نتیجه زیبایی شناختی رضایت بخش بود. جدای از جراحی، زمانی که درمان ضد سل متوقف شد یا زمانی که درمان در CKD اصلاح شد، یک رگرسیون خود به خودی قابل توجهی مشاهده شد. بروموکریپتین نیز نتیجه خوبی داده بود. سایر بیماران پس از اطلاع از عدم وجود بدخیمی و پسرفت احتمالی پس از مرحله بلوغ، تصمیم به انجام هیچ کاری گرفتند.